# Phymatostetha triseriata
Phymatostetha triseriata är en insektsart som beskrevs av Butler 1874. Phymatostetha triseriata ingår i släktet Phymatostetha och familjen spottstritar. Inga underarter finns listade i Catalogue of Life.